# Maxial
Maxial is een plaats (freguesia) in de Portugese gemeente Torres Vedras en telt 2962 inwoners (2001).